# Gorybia calcitrapa
Gorybia calcitrapa là một loài bọ cánh cứng trong họ Cerambycidae.